# Critters
Critters (bra: A Hora das Criaturas) é um filme de comédia de terror e ficção científica de 1986 dirigido por Stephen Herek em sua estréia na direção e co-escrito com Domonic Muir e Don Keith Opper. É estrelado por Dee Wallace, M. Emmet Walsh, Billy "Green" Bush e Scott Grimes em sua estréia no cinema. A trama segue um grupo de pequenos alienígenas peludos com comportamento carnívoro escapando de dois caçadores de recompensas que mudam de forma, aterrissando em uma pequena cidade do interior para se deliciar com seus habitantes.

## Enredo
Em uma prisão de asteróides, um grupo de alienígenas perigosos conhecidos como Krites deve ser transportado para outra estação. Os Krites planejam uma fuga e sequestram uma nave, levando o diretor a contratar dois caçadores de recompensas que mudam de forma para persegui-los até a Terra. Estudando a vida na Terra através de várias transmissões de televisão por satélite, o primeiro caçador de recompensas assume a forma do astro do rock Johnny Steele, enquanto o segundo permanece indeciso, mantendo assim sua cabeça vazia e sem feições.
Em uma fazenda rural do Kansas, a família Brown se senta para tomar café da manhã. O pai Jay e a mãe Helen mandam a filha adolescente April e o filho mais novo Brad para a escola enquanto esperam pelo mecânico Charlie McFadden. Um ex-arremessador de beisebol, Charlie se tornou o bêbado e maluco da cidade, com alegações de abduções alienígenas anunciadas por mensagens através de suas obturações.
Brincando com fogos de artifício excessivamente potentes feitos por ele mesmo e o estilingue de Charlie, Brad assume a culpa quando Charlie acidentalmente atira em April e, como punição de Brad, ele não recebe o jantar do dia. No telhado naquela noite, Brad confunde a nave espacial dos Critters com um meteorito ; Jay e Brad investigam e interrompem as criaturas que consomem uma vaca. As criaturas depois matam e se alimentam de um policial local e depois cercam a fazenda e cortam sua conexão elétrica. Ao verificar o disjuntor, Jay é atacado por um dos Critters e, sendo gravemente ferido, mal consegue escapar.
No celeiro, April está prestes a fazer sexo com seu namorado Steve quando ele é morto por um dos Critters; a própria criatura é morta quando devora um dos fogos de artifício acesos de Brad. Os Critters restantes sabotam os carros dos Browns e de Steve, forçando os Browns a se esconderem dentro da casa principal. Enquanto isso, os dois caçadores de recompensas procuram os Bichos na cidade, causando pânico na igreja e na pista de boliche, com o segundo caçador assumindo a forma de várias pessoas da cidade, incluindo Charlie. Brad escapa da fazenda para obter ajuda e encontra os caçadores de recompensas, e ao saber de sua verdadeira natureza e intenções, ele os leva à localização dos Critters.
Os últimos Critters sobreviventes sequestram April e retornam ao navio quando os caçadores de recompensas chegam e tentam fugir. Charlie e Brad conseguem resgatar April, mas Brad deixa cair um grande foguete que ele pretendia usar para destruir o navio quando os Critters descobrem sua fuga. Assim que os Critters decolam e destroem a casa da fazenda por despeito, Charlie joga um coquetel Molotov feito de sua garrafa de uísque no navio, causando um incêndio que detona o biscoito e mata os Critters. Os caçadores de recompensas partem em seu navio depois de dar a Brad um dispositivo portátil para contatá-los em caso de invasão futura e também restaurar a casa. Sem o conhecimento deles, ovos de bicho podem ser vistos no celeiro dentro de um ninho de galinha que parece estar pronto para eclodir.

## Elenco
- Dee Wallace como Helen Brown
- M. Emmet Walsh como Harv
- Billy "Green" Bush como Jay Brown
- Scott Grimes como Brad Brown
- Nadine van der Velde como April Brown
- Don Keith Opper como Charlie McFadden
- Lin Shaye como Sally
- Billy Zane como Steve Elliot
- Ethan Phillips como Jeff Barnes
- Terrence Mann como Ug / Johnny Steele
- Jeremy Lawrence como Reverendo Miller / Pregador

## Produção
Herek começou uma amizade com Muir enquanto trabalhava como editor assistente em City Limits (1985).  Quando Herek estava procurando seu próximo projeto, Muir lhe ofereceu seu roteiro para Critters, que ele havia escrito três anos antes. Depois de trabalhar no roteiro, ele o apresentou à Sho Films por causa de uma relação de trabalho existente para obter conselhos sobre como fazer o filme, no qual seus executivos concordaram em desenvolvê-lo.  A fotografia principal começou em Valencia, Califórnia, em julho de 1985, em um cronograma de filmagem de seis semanas.
O coordenador de efeitos especiais Chuck Stewart contratou Joseph Lombardi como consultor para a cena da explosão do celeiro, onde eles equiparam o teto do segundo andar com Primacord que carregava uma carga explosiva dentro dele.  A sequência do Bicho engolindo uma bomba de cereja foi controlada por marionetistas que foram posicionados abaixo em um palheiro para operar os movimentos do estômago e dos olhos.  O membro da tripulação Dwight Roberts comentou que foi preciso algum esforço para coordenar o estômago e os olhos salientes dos Critters enquanto se ajoelhava no feno devido ao número de pessoas necessárias para articulá-lo.

## Lançamento
A Hora das Criaturas foi lançado nos cinemas em 11 de abril de 1986 pela New Line Cinema nos estados unidos, abrindo nos Estados Unidos para 633 cinemas. Ele ganhou US$ 1.618.800 em seu fim de semana de estreia e, finalmente, arrecadou US$ 13.167.232 nas bilheterias.

## Recepção

### resposta crítica
No site de críticas Rotten Tomatoes, o filme tem 50% de aprovação com base em 50 críticas, com média de 5,4/10. Roger Ebert do Chicago Sun-Times classificou o filme com três de quatro estrelas: "O que torna Critters mais do que uma imitação é seu humor e seu senso de estilo. Este é um filme feito por pessoas que devem ter se divertido ao fazê-lo."
A crítica de cinema do Pittsburgh Post-Gazette, Marylynn Uricchio  descreveu o filme como um filme de monstro de baixo orçamento agradável, embora não original. Uricchio escreveu: " Criaturas não é um filme memorável ou mesmo muito bom, mas é uma boa diversão. O que lhe falta em substância, compensa com um tipo de encanto perverso". Caryn James, do The New York Times, reclamou que o filme não tinha humor e suspense: " Criaturas simplesmente não fazem o público rir ou pular com frequência suficiente", disse caryn.
Alex Stewart revisou e afirmou que " Critters passou de forma bastante agradável. Nada realmente se destaca, apesar de M. Emmet Walsh como o xerife suado, e uma cena em que alguns caçadores de recompensas do Heavy Metal explodem uma igreja, mas o filme realmente pensa em como os Browns reagem, como uma família, ao anti -alienígenas sociais".